# Cydistomyia nannoides
Cydistomyia nannoides är en tvåvingeart som beskrevs av M. Josephine Mackerras 1971. Cydistomyia nannoides ingår i släktet Cydistomyia och familjen bromsar. Inga underarter finns listade i Catalogue of Life.